# Svesa
Svesa (ukrajinsky Свеса) je sídlo městského typu v Sumské oblasti na Ukrajině. Leží na řece Svesa, přítoku Ivot, a jedná se o významné středisko chemického průmyslu. V roce 2014 žilo ve Svese zhruba 6 868 obyvatel.